# توماس جی. سامولیان
توماس جی. سامولیان (انگلیسی: Thomas J. Samuelian؛ زادهٔ ۱۰ آوریل ۱۹۵۶) زبان‌شناس، و پدیدآور ارمنی‌تبار اهل ایالات متحده آمریکا است.